# Glomeroides additus
Glomeroides additus är en mångfotingart som beskrevs av Ottis Robert Causey 1973. Glomeroides additus ingår i släktet Glomeroides och familjen klotdubbelfotingar. Inga underarter finns listade i Catalogue of Life.